# 羽賀朱音
羽賀 朱音（はが あかね、2002年3月7日 - ）は、日本の歌手、アイドル。ハロー!プロジェクトの女性アイドルグループモーニング娘。の12期メンバー。長野県長野市出身。ハロプロ研修生出身。アップフロントプロモーション所属。

## 略歴
2012年
- 8月11日、『モーニング娘。11期メンバー『スッピン歌姫』オーディション』に応募するが落選。

2013年
- 8月24日、『モーニング娘。12期メンバー「未来少女」オーディション』に応募し、最終審査まで進出したが「合格者なし」の結果となった。
- 9月22日、同オーディションで最終審査まで残った他のメンバーとともにハロプロ研修生に加入。
- 12月7日・8日・21日に開催された『ハロプロ研修生 発表会2013〜12月の生タマゴShow!〜』において初パフォーマンスを行った。当時は長野県内の小学校・中学校に在籍しつつ、東京へレッスンのために通っていた。

2014年
- 9月23日、自宅を訪れた事務所スタッフにより届けられたビデオメッセージにて、モーニング娘。に加入したことを通知される。それに伴い上京。
- 9月30日、日本武道館で行われた『モーニング娘。'14コンサートツアー秋 GIVE ME MORE LOVE 〜道重さゆみ卒業記念スペシャル〜』においてモーニング娘。12期メンバーとしてお披露目された。
- 12月12日、アメーバブログに『モーニング娘。'14 12期オフィシャルブログ』を開設。

2015年
- 4月15日、モーニング娘。'15 58thシングル『青春小僧が泣いている/夕暮れは雨上がり/イマココカラ』（トリプルA面シングル）で正式にCDデビューした。

2018年
- 6月20日、Radio NEOで放送のラジオ番組『HELLO! DRIVE! -ハロドラ-』にて、同日モーニング娘。およびハロー!プロジェクトを卒業した尾形春水の後任としてレギュラー出演開始。水曜日のパーソナリティを1年間務めた（2019年6月26日最終回）。

2019年
- 6月14日、イメージカラーを当初のライトオレンジからオレンジへ変更した。

2020年
- 3月7日、1st写真集『Akane』を発売。
- 5月14日、Instagramを開始。

2023年
- 8月10日、首に強い痛みが生じたため、医師の診察を受けた結果「頸椎椎間板症」と診断を受け、治療のためしばらくの間パフォーマンスは動きを制限し歌唱のみの参加となることを発表した。
- 8月23日、17期メンバー（井上春華・弓桁朱琴）の教育係となったことを報告。

2025年
- 7月10日、同年秋に開催される予定のコンサートツアーをもってモーニング娘。'25およびハロー!プロジェクトを卒業し、芸能活動を終了することを発表した。

## 人物
- 愛称は、あかねちん、はがちゃんなど[1]。イメージカラーはオレンジ[16]。
- 血液型O型[1]。身長163.5 cm[24]。
- 「朱音」という名前は、対称の文字にしたかったのと（正確には左右対称ではないが、「何気に対称っぽい」という見解）、音という字を付けたかったという理由から名付けられた[25]。また、羽賀自身も「良い名前」と知る以前から自らの名前をすごく気に入っているようだ[26]。
- 4歳下の弟と6歳下の妹がいる3人きょうだいの長子である[27][28][29][30][31]。
- 赤ちゃんのころ、生まれて初めて聴いた音楽は母が車内のカーオーディオで流したハロー!プロジェクトのコンピレーション・アルバム『ザ・童謡ポップス』だった。また、叔母の影響で自らもハロー!プロジェクトのファンになったという逸話がある[32]。
- 保育園のころ、鼓笛隊で指揮者をやっていた経験がある[33]。
- 幼稚園の年少だったころ、誕生日色紙を書いた際に「大きくなったらモーニング娘。になりたい」と書き、このころから既にモーニング娘。に憧れていた[34][35]。

### 特技・趣味
- 特技は書道とゴルフ、スキー[36]。特に書道は4年生から6年生までの2年で書道7段を取得し、同じく書道を特技としている先輩（元9期）メンバーの鞘師里保と段位は同段であり、左払いを得意とする[37]。
- 趣味は歌を歌うこと[1]、寝ること[1]、スマホのカメラロールを見ること[38]、YouTubeなどの動画を観ること、TikTokを撮ること[39]、裁縫をすること[40]、一眼レフカメラやハーフサイズカメラなどのフィルムカメラで写真を撮ること[41][42][43][44][45][46]。

### 嗜好
- 座右の銘は「極めたい音楽の世界」（「The 摩天楼ショー」の歌詞より）[1]および「好きこそ物の上手なれ」[47]。
- 一番好きな楽曲としてモーニング娘。の「Be Alive」、「君さえ居れば何も要らない」および「若いんだし!」を挙げている。「Be Alive」に関しては「曲調も歌詞もすごく素敵だし、聞いているだけで幸せになれる曲だなと思います。落ち込んでいるときに聞くと、元気をもらえるからすごく好きです」と評している[48]。
- 儚いものが好き。自分が思う“儚い”は世間一般的な“儚い”ではなく、自分はその“儚い”に萌えるのだが、共感してもらえたことがほとんどないという[49]。
- 好きな食べ物は、ママの手作りチーズハンバーグ[13]、トマト[50]、チョコミント風味のスイーツ・菓子・氷菓類[51]、かき氷[52][53][54][55]、桜味の菓子・飲み物[56]、桜でんぶ[57]、クルトン[13]、ちくわ[58]、カシューナッツ[52]、マカロン[59]、エノキタケやシイタケ等のキノコ類[60]。好きな果物は、りんご[61]、みかん[62]、いちご[63]、桃[64]、柿[65]。
- 嫌いな食べ物は、魚介類（エビ、イカ、タコ、刺身）[66]、マンゴー、プリン、アボカド、ゴーヤ、からいもの（ただし七味唐辛子やキムチ鍋は例外的に苦手ではなく食べられる）、牛乳など[66]。ステーキ、焼肉（ただし完全ではないが、グループ加入後にある程度は克服している）、寿司（魚介類ネタがほとんど）やわさびも苦手である[56]。生クリームも苦手だが、地元長野県のケーキ屋「デザートランドりんごの木」の生クリームだけは食べられる[67][38]。
- 苦手なものは、ヘビ（想像するだけで怖い）[68]およびパイソン柄[69]、換気扇（吸い込まれそうで怖い）[66][70]、暗いところ（電気を消して寝られない）[70]、運動（根本的に嫌い）[71]、インフルエンザの予防接種（めちゃめちゃに痛くて怖い）[72]。

### 敬慕・交友
- 憧れであり、目標としているハロー!プロジェクトの先輩は元モーニング娘。6期メンバーの田中れいな[73][25]。モーニング娘。が大好きになったころからすごく好きで、卒業コンサートには学校があるため行けなかったが、当日は卒業のショックで熱を出してしまい結局学校を休んだ思い出がある[74][75][76]。今はライブや舞台、バースデーイベントがあるたびに見に行き[77][78][79]、感想とともに目標をあらためて綴っている[80][81][82]。
- 元モーニング娘。10期メンバーの工藤遥を敬愛している[83][84][85]。自分と同じく田中れいなに憧れていることから気になりだし、10期メンバーのデビューシングル「ピョコピョコ ウルトラ」のMVを見たのがきっかけで大好きになった[74][86]。世界で一番大好きであり、外見が世界一、なのに中身まで世界一、心が広くて誰にでも笑顔で誰にでも優しくて本当に存在が世界一であると語り[87]、「工藤さんとの出会いは運命だ」と思っている[88]。
- 元つばきファクトリーのメンバーである小片リサとは毎日連絡を取り、何でも話せて無言になる瞬間がなく、趣味や好きなものを共感しあえる関係で、「まるねぇ」と呼んで自慢の姉として慕っている[89]。仲良くなったのが不思議で仕方がなく、「まるねぇとの出会いは奇跡だ」と思っている[88]。
- モーニング娘。10期メンバーでサブリーダーの石田亜佑美をどんな話も聞いてくれる姉のような存在として慕っている[90][91]。
- モーニング娘。10期メンバーの佐藤優樹とは一緒にいることが多く、とても仲良くしている[92]。甘えてくるので後輩ながらお姉ちゃんになった気分で[93]、一緒にいると落ち着くし、とにかく笑いが絶えないと述べている[94]。また、すごく頼りになる存在で、歌やダンスのアドバイスのほか、メンタル面のサポートをしてくれることが多く、甘えたいときは甘えさせてくれて、自分の今の気持ちを一番わかってくれるんじゃないかと思っている[95]。
- モーニング娘。14期メンバーで元カントリー・ガールズの森戸知沙希とは彼女が両グループを兼任する以前から親しい仲であり[96]、お互いに相手のことを妹だと思って仲良くしている[97][98][99]。
- 元モーニング娘。6期メンバーで元リーダーの道重さゆみに似ていると言われるのを嬉しく思っている[100][101]。
- ハロー!プロジェクト内でよく話すメンバーとして、同期だった元モーニング娘。12期メンバーの尾形春水[102][103]、および13期メンバーの横山玲奈[104][105]のほか、つばきファクトリーの新沼希空や福田真琳、アンジュルムの伊勢鈴蘭[106][107][108][109][110]、BEYOOOOONDSの小林萌花[111]、元アンジュルムの相川茉穂を挙げている[112]。
- 上記のつばきファクトリーの新沼希空のほか、元アンジュルム及び元カントリー・ガールズの船木結、Juice=Juiceの段原瑠々、元カントリー・ガールズ兼元カレッジ・コスモスの山木梨沙とはともにハロプロ研修生時代の同期（20期生）であり、異なるグループに昇格した後もこれまで通り親交した経緯がある[113][114][115][116][117][118][119][120][121][122][123]。
- ハロー!プロジェクト以外の芸能人では女優の鎮西寿々歌（後のFRUITS ZIPPERのメンバー）と交友がある[124]。
- 山本舞香と岡本夏美、内田有紀、米倉涼子を大好きな女優として挙げていて、4人が出演している映画やドラマを何回も繰り返し見たり写真集やDVDを買ったりしている[125][126][127]。尤も、岡本夏美に関しては「好きだ」ということがSNSを通じて伝わっている[128]。

## 作品

### 映像作品
- 羽賀朱音 Blu-ray『Greeting～羽賀朱音～』（2016年8月18日、UP-FRONT WORKS）[129]

## 出演

### バラエティ
- 秘密のケンミンSHOW → 秘密のケンミンSHOW 極（2019年1月3日・4月25日・9月12日、2020年2月20日・6月25日、2022年6月23日・10月20日、2023年6月8日、2024年1月25日・11月28日、2025年4月24日、読売テレビ） - ゲスト（ケンミンスター）
- 信州応援テレビ（2021年3月20日、テレビ信州）[4]
- 有田P おもてなす（2021年5月8日、NHK総合） - ゲスト（石田亜佑美・森戸知沙希と共に出演）
- ゆうがたGet!（2023年4月19日 - 2024年5月29日、テレビ信州） - コーナー「ずんマンモウ」準レギュラー[130]
- 御社でインターンよろしいでしょうか?（2024年2月10日、BS-TBS） - ゲスト（インターン生）
- よるのブランチ（2024年7月10日、TBSテレビ） - ゲスト（横山玲奈・北川莉央・岡村ほまれ・山崎愛生・櫻井梨央と共に出演）

### 特別番組
- 公開直前！『劇場版ドクターX 』見どころ大放出SP（2024年11月30日、テレビ朝日） - 特別出演（）

### 教養番組
- 趣味どきっ!「アイドルと旅する仏像の世界」（2021年11月29日、NHK Eテレ）[131]

### ラジオ
- モーニング娘。'17 12期日記!（2015年1月4日 - 2017年3月26日、FM-FUJI）[132]
- GIRLS♥GIRLS♥GIRLS =FULL BOOST= 「モーニング娘。'21のモーニングダイアリー」（2017年4月6日 - 2021年3月11日、FM-FUJI）[133]
- HELLO! DRIVE! -ハロドラ-（2018年6月20日 - 2019年6月26日、Radio NEO） - 水曜日担当
- モーニング娘。'20のMBSヤングタウン（2020年1月25日、MBSラジオ） - 横山玲奈・譜久村聖・小田さくらと共演[134]

### コンサート
- M-line Special 2021〜Make a Wish!〜（2021年10月16日、名古屋市公会堂。昼夜2公演） - ゲスト出演[135]
- M-line Special 2022 ～My Wish～（2022年4月29日、めぐろパーシモンホール。昼夜2公演） - ゲスト出演[136]

### 舞台・ミュージカル
- 演劇女子部 ミュージカル「TRIANGLE-トライアングル-」（2015年6月18日 - 28日、池袋サンシャイン劇場） - リベット / スワスワのホップ 役
- 演劇女子部「続・11人いる! 東の地平・西の永遠」（2016年6月11日 - 26日、京都劇場・池袋サンシャイン劇場） - 石頭 役 [イースト] / ドゥマー 役 [ウエスト]
- 演劇女子部「ファラオの墓」（2017年6月2日 - 11日、池袋サンシャイン劇場） - ルー 役
- 演劇女子部「ファラオの墓 〜蛇王・スネフェル〜」（2018年6月1日 - 17日、池袋サンシャイン劇場・大阪メルパルクホール） - パビ 役

### ミュージック・ビデオ
- アンジュルム（26thシングル）「恋はアッチャアッチャ」（2019年4月1日、YouTube）[137] - 公式 アッチャアッチャ応援隊

## 書籍

### ミニ写真集
- Greeting-Photobook-（2017年3月7日、オデッセー出版）[138]

### 写真集
- Akane（2020年3月7日、オデッセー出版/ワニブックス、撮影：根本好伸）[139][18]
  - ISBN 978-4-8470-8268-9（通常版）
  - ISBN 978-4-8470-8269-6（amazon.co.jp限定カバー版）

### フリーペーパー
- 月刊ローチケHMV no.87（2018年5月15日、ローソンHMVエンタテイメント）[注 3]

## 所属グループ・ユニット
- モーニング娘。（2014年 - 2025年予定）
  - モーニング娘。20th（2017年 - 2018年）[注 4]
- シャッフルユニット
  - ハロプロ・オールスターズ（2018年 - 2020年）